# 小林康治
小林 康治（こばやし こうじ 1912年11月12日 - 1992年2月3日）は、東京出身の俳人。

## 人物・来歴
渋谷生まれ。青山学院中等部卒。1938年、根岸麦寸の「燈影会」で俳句を学ぶ。1940年、「鶴」に入会し石田波郷に師事。1943年応召、1945年傷病兵として帰還。1953年、「鶴」復刊号発表の「四季貧窮」48句にて注目を浴びる。同年「鶴」同人、第1回鶴俳句賞受賞。1963年、『玄霜』にて第3回俳人協会賞受賞。1974年、「泉」を創刊・主宰。1980年、「泉」を辞し「林」を創刊・主宰。代表句「たかんなの光りて竹となりにけり」他。波郷の唱導する韻文精神を尊重し骨格のたしかな句を詠んだ。句集に『四季貧窮』『玄霜』『華髪』『叢林』『存念』『虚実』など。散文集に『口車亭覚書』。墓所は東京都調布市の深大寺。

## 著書
- 『華髪 句集』 (泉叢書）学文社, 1977.2
- 『小林康治集』(自註現代俳句シリーズ) 俳人協会, 1978.10
- 『潺湲集 句集』 (現代俳句選集) (泉叢書) 牧羊社, 1978.7
- 『叢林 小林康治句集』 (林叢書) 林発行所, 1984.6
- 『存念 小林康治句集』 (林叢書) 林発行所, 1988.10
- 『口車亭覚書』 (林叢書) 林発行所, 1988.9
- 『続・口車亭覚書』小林美津, 1992.12
- 『虚実 句集』林同人会, 1992.12